# Primera División de Islas Feroe 2018
La Primera división de las Islas Feroe 2018 (conocida como Betri deildin menn por razones de patrocinio) fue la edición número 76 de la Primera División de las Islas Feroe. La temporada comenzó el 11 de marzo y terminó el 27 de octubre. HB conquistó su 23º título.

## Ascensos y descensos
| Pos. | de Primera División de Islas Feroe 2017 |
| ---- | --------------------------------------- |
| 10.º | ÍF                                      |

| Pos. | de 1. Deild 2017 |
| ---- | ---------------- |
| 1.º  | AB               |

## Sistema de competición
Los 10 equipos participantes jugaron entre sí todos contra todos tres veces totalizando 27 partidos por cada equipo. Al final de la temporada el primer clasificado obtuvo un cupo para la Liga de Campeones 2019-20, mientras que el segundo y el tercer clasificado obtuvieron un cupo para la Liga Europa 2019-20. Por otro lado los dos últimos clasificados descendieron a la 1. Deild 2019.
Un tercer cupo para la Liga Europa 2019-20 fue asignado al campeón de la Copa de Islas Feroe

## Equipos participantes
| Equipo             | Ciudad       | Estadio           | Capacidad |
| ------------------ | ------------ | ----------------- | --------- |
| Argja Bóltfelag    | Argir        | Argir Stadium     | 2.000     |
| 07 Vestur          | Sørvágur     | Á Dungasandi      | 500       |
| B36 Tórshavn       | Tórshavn     | Gundadalur        | 5.000     |
| EB/Streymur        | Streymnes    | Við Margáir       | 2.000     |
| HB                 | Tórshavn     | Gundadalur        | 5.000     |
| KÍ                 | Klaksvík     | Injector Arena    | 4.000     |
| NSÍ Runavík        | Runavík      | Við Løkin         | 2.000     |
| Skála              | Skála        | Skála Stadium     | 1.500     |
| TB/FC Suðuroy/Royn | Trongisvágur | Við Stórá Stadium | 4.000     |
| Víkingur Gøta      | Norðragøta   | Sarpugerði        | 3.000     |

Fuente: Scoresway

## Tabla de posiciones
| Pos. | Equipo             | Pts. | PJ | G  | E | P  | GF | GC | Dif. | Clasificación 2019–20                 |
| ---- | ------------------ | ---- | -- | -- | - | -- | -- | -- | ---- | ------------------------------------- |
| 1    | HB                 | 73   | 27 | 24 | 1 | 2  | 58 | 18 | +40  | Primera ronda de la Liga de Campeones |
| 2    | NSÍ                | 55   | 27 | 17 | 4 | 6  | 64 | 25 | +39  | Ronda Preliminar de la Liga Europa    |
| 3    | B36                | 53   | 27 | 16 | 5 | 6  | 58 | 33 | +25  | Primera ronda de la Liga Europa       |
| 4    | KÍ                 | 51   | 27 | 16 | 3 | 8  | 48 | 25 | +23  | Ronda Preliminar de la Liga Europa    |
| 5    | Víkingur           | 39   | 27 | 11 | 6 | 10 | 39 | 37 | +2   |                                       |
| 6    | Skála              | 29   | 27 | 8  | 5 | 14 | 31 | 42 | −11  |                                       |
| 7    | TB/FC Suðuroy/Royn | 28   | 27 | 8  | 4 | 15 | 27 | 42 | −15  |                                       |
| 8    | EB/Streymur        | 21   | 27 | 4  | 9 | 14 | 30 | 53 | −23  |                                       |
| 9    | Argja Bóltfelag    | 18   | 27 | 5  | 3 | 19 | 16 | 55 | −39  |                                       |
| 10   | 07 Vestur          | 17   | 27 | 5  | 2 | 20 | 30 | 71 | −41  | Descenso a la 1. Deild 2019           |

Actualizado a los partidos jugados el 27 de octubre de 2018.
 Fuente: Soccerway

### Evolución de la clasificación
| Jornada / Equipo   | 1  | 2  | 3  | 4  | 5  | 6  | 7  | 8  | 9  | 10 | 11 | 12 | 13 | 14 | 15 | 16 | 17 | 18 | 19 | 20 | 21 | 22 | 23 | 24 | 25 | 26 | 27 |
| Jornada / Equipo   |    |    |    |    |    |    |    |    |    |    |    |    |    |    |    |    |    |    |    |    |    |    |    |    |    |    |    |
| ------------------ | -- | -- | -- | -- | -- | -- | -- | -- | -- | -- | -- | -- | -- | -- | -- | -- | -- | -- | -- | -- | -- | -- | -- | -- | -- | -- | -- |
| HB                 | 9  | 6  | 5  | 4  | 3  | 2  | 2  | 2  | 1  | 1  | 1  | 1  | 1  | 1  | 1  | 1  | 1  | 1  | 1  | 1  | 1  | 1  | 1  | 1  | 1  | 1  | 1  |
| NSÍ                | 1  | 3  | 3  | 2  | 2  | 3  | 3  | 3  | 5  | 4  | 4  | 4  | 3  | 3  | 4  | 3  | 3  | 3  | 3  | 3  | 3  | 4  | 4  | 4  | 3  | 2  | 2  |
| B36                | 7  | 4  | 4  | 7  | 6  | 4  | 4  | 4  | 2  | 2  | 2  | 3  | 4  | 4  | 3  | 5  | 4  | 5  | 5  | 4  | 4  | 3  | 2  | 3  | 2  | 4  | 3  |
| KÍ                 | 2  | 1  | 1  | 1  | 1  | 1  | 1  | 1  | 3  | 3  | 3  | 2  | 2  | 2  | 2  | 2  | 2  | 2  | 2  | 2  | 2  | 2  | 3  | 2  | 4  | 3  | 4  |
| Víkingur           | 4  | 5  | 6  | 6  | 4  | 5  | 5  | 5  | 4  | 5  | 5  | 5  | 5  | 5  | 5  | 4  | 5  | 4  | 4  | 5  | 5  | 5  | 5  | 5  | 5  | 5  | 5  |
| Skála              | 8  | 10 | 7  | 5  | 7  | 7  | 7  | 7  | 6  | 6  | 6  | 6  | 7  | 7  | 6  | 6  | 6  | 7  | 7  | 7  | 6  | 6  | 6  | 6  | 6  | 6  | 6  |
| TB/FC Suðuroy/Royn | 10 | 7  | 8  | 8  | 8  | 9  | 9  | 9  | 8  | 8  | 8  | 8  | 8  | 8  | 8  | 8  | 8  | 8  | 8  | 8  | 7  | 7  | 7  | 7  | 7  | 7  | 7  |
| EB/Streymur        | 3  | 2  | 2  | 3  | 5  | 6  | 6  | 6  | 7  | 7  | 7  | 7  | 6  | 6  | 7  | 7  | 7  | 6  | 6  | 6  | 8  | 8  | 8  | 8  | 8  | 8  | 8  |
| Argja Bóltfelag    | 5  | 8  | 9  | 9  | 9  | 8  | 8  | 8  | 9  | 9  | 9  | 9  | 9  | 9  | 9  | 9  | 9  | 9  | 10 | 10 | 10 | 9  | 10 | 10 | 10 | 10 | 9  |
| 07 Vestur          | 5  | 9  | 10 | 10 | 10 | 10 | 10 | 10 | 10 | 10 | 10 | 10 | 10 | 10 | 10 | 10 | 10 | 10 | 9  | 9  | 9  | 10 | 9  | 9  | 9  | 9  | 10 |

## Tabla de resultados cruzados
| Local \ Visitante  | 07V | ARG | B36 | EBS | HB  | KÍ  | NSÍ | SKÁ | TBF | VÍK |
| ------------------ | --- | --- | --- | --- | --- | --- | --- | --- | --- | --- |
| 07V                | —   | 1–0 | 0–3 | 0–3 | 1–4 | 2–3 | 0–5 | 4–1 | 1–2 | 0–1 |
| Argja Bóltfelag    | 1–1 | —   | 1–4 | 2–0 | 0–1 | 0–2 | 0–2 | 0–2 | 0–4 | 1–2 |
| B36                | 2–0 | 2–1 | —   | 2–2 | 1–1 | 3–2 | 2–3 | 5–1 | 1–0 | 2–1 |
| EB/Streymur        | 2–1 | 0–0 | 3–2 | —   | 0–1 | 0–1 | 2–2 | 0–0 | 2–2 | 1–1 |
| HB                 | 3–0 | 5–0 | 2–1 | 1–0 | —   | 0–3 | 0–2 | 2–1 | 4–0 | 2–1 |
| KÍ                 | 3–0 | 3–1 | 3–1 | 2–0 | 0–1 | —   | 1–1 | 3–1 | 3–1 | 1–2 |
| NSÍ                | 3–1 | 6–0 | 0–2 | 5–0 | 1–2 | 0–1 | —   | 1–0 | 1–0 | 1–2 |
| Skála              | 2–1 | 2–0 | 0–2 | 0–2 | 0–3 | 0–0 | 1–1 | —   | 3–0 | 0–2 |
| TB/FC Suðuroy/Royn | 1–0 | 0–1 | 1–1 | 3–2 | 0–1 | 0–1 | 0–4 | 2–1 | —   | 1–4 |
| Víkingur Gøta      | 4–1 | 3–0 | 2–1 | 3–1 | 1–2 | 0–3 | 1–2 | 1–0 | 0–0 | —   |

| Local \ Visitante  | 07V | ARG | B36 | EBS | HB  | KÍ  | NSÍ | SKÁ | TBF | VÍK |
| ------------------ | --- | --- | --- | --- | --- | --- | --- | --- | --- | --- |
| 07V                | —   | —   | 1–3 | 3–3 | —   | 4–2 | —   | —   | 0–3 | 0–1 |
| Argja Bóltfelag    | 1–2 | —   | 1–1 | —   | —   | —   | 0–2 | 2–4 | —   | 1–0 |
| B36                | —   | —   | —   | 5–1 | 1–3 | 2–1 | —   | —   | 1–0 | —   |
| EB/Streymur        | —   | 0–2 | —   | —   | 0–3 | —   | 2–4 | 1–1 | —   | 2–2 |
| HB                 | 3–1 | 3–0 | —   | —   | —   | —   | 2–1 | —   | —   | 2–1 |
| KÍ                 | —   | 3–0 | —   | 3–0 | 1–2 | —   | —   | —   | —   | 1–1 |
| NSÍ                | 7–1 | —   | 1–2 | —   | —   | 2–1 | —   | 2–0 | —   | —   |
| Skála              | 5–0 | —   | 1–4 | —   | 0–1 | 1–0 | —   | —   | 2–0 | —   |
| TB/FC Suðuroy/Royn | —   | —   | —   | 2–1 | 1–4 | 0–1 | 2–2 | —   | —   | —   |
| Víkingur Gøta      | 1–4 | —   | 1–1 | —   | —   | —   | 0–3 | 2–2 | 0–2 | —   |

## Goleadores
| Pos. | Jugador            | Club      | Goles |
| ---- | ------------------ | --------- | ----- |
| 1    | Adrian Justinussen | HB        | 20    |
| 2    | Klæmint Olsen      | NSÍ       | 13    |
| 2    | Meinhard Olsen     | B36       | 13    |
| 4    | Kaimar Saag        | B36       | 11    |
| 4    | Árni Frederiksberg | NSÍ       | 11    |
| 4    | Sonny Jakobsen     | 07 Vestur | 11    |
| 7    | Brian Jacobsen     | Skála     | 10    |